# 태화백화점
태화백화점(太和百貨店)은 대한민국의 부산광역시에 운영했던 향토 백화점이다.

## 역사
태화쇼핑은 1983년 11월 개점하여 지역 유통업계에 진출하였다. 1994년 11월 상장 당시 연매출 2,213억 원, 종업원 780여 명을 보유하며 리베라백화점(현 세이브존) 등과 함께 향토 백화점 중 최대 규모의 브랜드로 자리매김하였다. 그러나 1995년 8월 범일동 현대백화점 부산점과 같은 해 12월 옛 부산상고 부지에 롯데백화점 부산본점이 잇달아 개점함에 따라 매출이 감소하기 시작하였다.
이에 태화쇼핑은 1996년 8월 고객층 이탈을 방지하고자 연면적 13,200여 평, 매장면적 4,480평 규모의 신관을 신축하여 명품관을 유치하였다. 그러나 신관의 매출은 물론 본관 매출 역시 과거 롯데와 현대의 부산 진출 이전 수준에 미치지 못하였고, 이로 인해 채산성이 급격히 악화되면서 같은 해 146억 원의 적자를 기록하였다.
경영상의 어려움에도 불구하고, 회사는 1천억 원을 투입하여 연면적 19,000여 평, 매장면적 7,040평 규모의 덕천점을 무리하게 추진하였다. 이로 인해 광고선전비와 관리비 부담이 본점으로 전가되었고, 결국 법정관리 상태에 들어가게 되었다. 이어 1997년 7월 10일 김정태 사장이 경영난을 비관하여 투신 자살하는 비극적인 사건이 발생하였다.
이를 계기로 ‘태화 살리기’ 범시민 운동이 전개되었으나, 과중한 부채와 대형 백화점에 비해 열세인 경쟁력, 급격히 감소한 매출액 등으로 인하여 회생은 좌절되었고, 회사는 파산에 이르렀다. 이 사건을 통해 부산 시민들은 IMF 외환위기의 충격을 실질적으로 체감하게 되었으며, 전국적으로 전개된 금 모으기 운동의 일환으로 부산에서는 쥬디스 태화 2층에서 감정사와 함께 상설 금 모으기 행사가 진행되기도 하였다. 결국 2003년 3월 태화백화점의 간판은 철거되었다.
그 후 해당 건물은 ㈜텐커뮤니티에 인수되어 리모델링을 거쳤으며, 2003년 5월 쥬디스 태화라는 명칭의 패션 및 의류 전문 고급 쇼핑몰로 재개장하여 현재까지 운영되고 있다.

## 관련 영상
- 태화쇼핑 1988년-1997년, 10년의 영상기록 유튜브 참조